# August von Thomsen
Gustav Friedrich August Thomsen, ab 1913 von Thomsen (* 6. August 1846 in Oldenswort; † 26. September 1920 in Kiel) war ein deutscher Admiral der deutschen Kaiserlichen Marine.

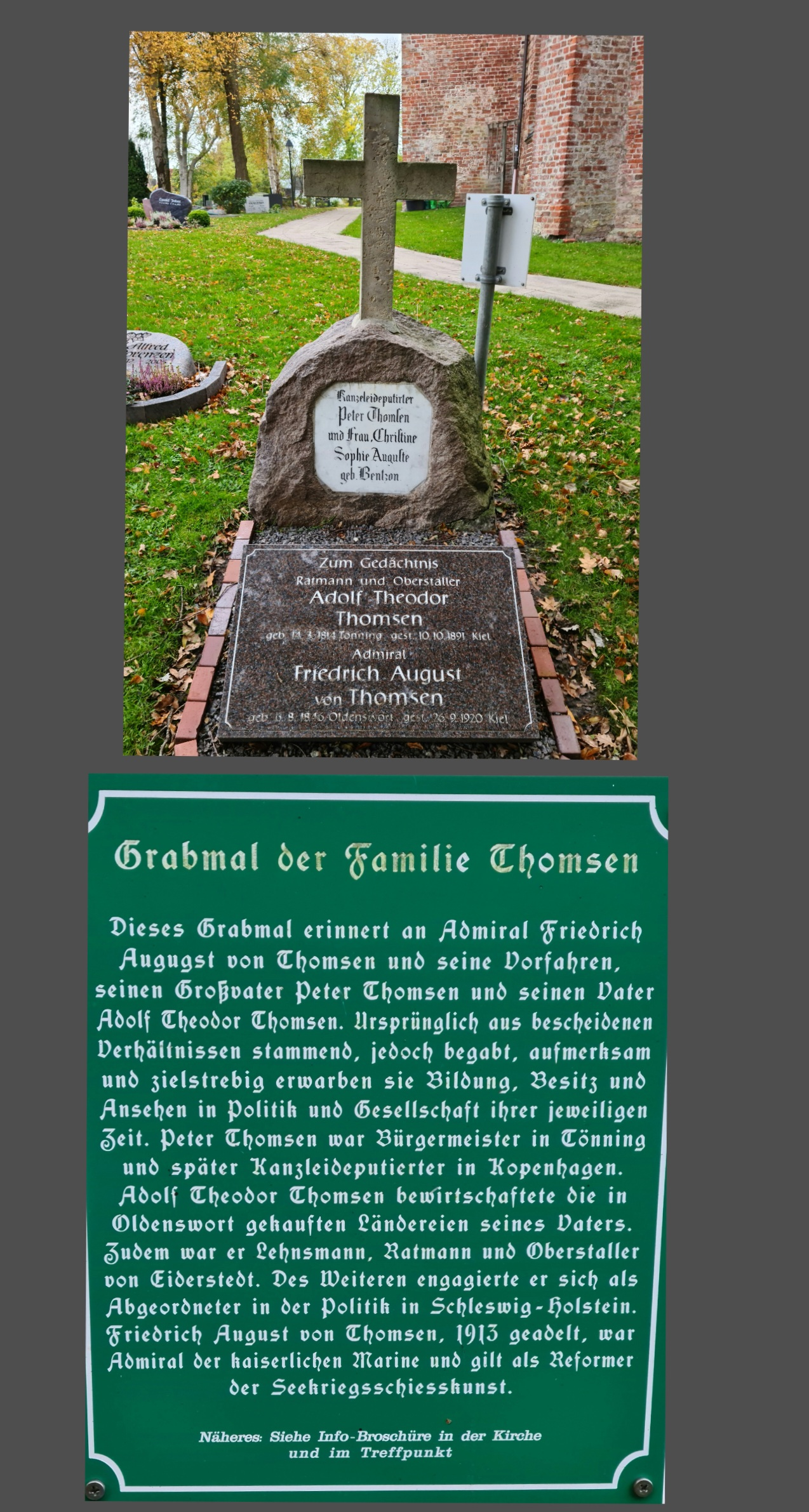

## Biografie
Thomsen war der Sohn des preußischen Politikers Adolph Theodor Thomsen und Catharina Thomsen, geb. Tönnies. Aus der Familie Tönnies stammen der Soziologe Ferdinand Tönnies und der Reichstagsabgeordnete Gert Tönnies.
Thomsen trat 1862 in die preußische Marine ein. Von 1875 bis 1878 war er Mitglied der Artillerieprüfungskommission und zugleich Dezernent für Artillerieausrüstung in der Admiralität der Kaiserlichen Marine. 1878 zum Korvettenkapitän befördert wurde er Erster Offizier des Panzerschiffs Hansa und nahm an Fahrten nach Westindien teil. Von 1880 bis 1881 war er Abteilungsführer in der I. Matrosen-Division und anschließend Artillerieoffizier vom Platz und Vorstand des Artilleriedepots Wilhelmshaven.
Er kommandierte u. a. die Panzerfregatte König Wilhelm, die Gedeckte Korvette Gneisenau und 1885 die Panzerkorvette Bayern, auf der er wichtige Fernschießübungen durchführte. Anschließend führte er das Fernschießen bei der Marine ein. Von 1888 bis 1889 war er Chef des Stabes der Marinestation der Nordsee. Anschließend war er Vorstand der militärischen Abteilung im Reichsmarineamt.
1890 wurde er, zum Konteradmiral befördert, Inspekteur der Marineartillerie. Parallel dazu war er im Herbstmanöver 1893 Chef der 4. Division der Manöverflotte und im Herbstmanöver 1894 Chef des extra gebildeten II. Geschwaders, welches die 4. Division aufnahm.
Zum Vizeadmiral befördert war Thomsen 1895 bis 1896 Chef der Marinestation der Ostsee in Kiel. Von 1896 bis 1899 führte er das I. Geschwader und wurde aufgrund einer einschränkenden Beurteilung von Eduard von Knorr abgelöst. Von 1899 bis 1903 war er, 1900 zum Admiral befördert, Chef der Marinestation der Nordsee. Als Chef der Marinestation der Nordsee veranlasste er den Bau der von 1905 bis 1908 entstandenen schweren Küstenfestung in Cuxhaven zum Schutz der Elbmündung, des Kaiser-Wilhelm-Kanals und Hamburgs (→ Fort Kugelbake). 1913 wurde er in den erblichen preußischen Adelsstand erhoben.
Nach seinem Ausscheiden unterstützte er die Aktivitäten des Deutschen Flottenvereins zum Aufbau einer größeren Marine und war 1906 dessen Vizepräsident. Ab 1917 war er Mitglied der Hauptleitung des Alldeutschen Verbands.
1918 wurde nach ihm ein Trawler als Admiral von Thomsen, Schwesterschiff der Blücher (1913), benannt.
In erster Ehe war Thomsen am 1875 mit Dagmar Jensen verheiratet. In zweiter Ehe war er seit 1888 verheiratet mit Carola Alwine von Boeckmann (1858–1923).

## Werk
- Die deutsche Flotte: eine Plauderei. Den jungen Kameraden von Heer und Flotte. J.F. Lehmanns, München, 1917.